# شريان مخيخي
شريان مخيخي (بالإنجليزية: Cerebellar artery)‏‏ هو شريان يُزود المخيخ بالدم. أنواعه:
- شريان مخيخي علوي (SCA)
- شريان مخيخي سفلي أمامي (AICA)
- شريان مخيخي سفلي خلفي (PICA)